# Солнышко (платформа)
Солнышко (укр. Сонечко) — остановочный пункт в Крыму. Назван по расположению в курортной зоне пригородов Евпатории.

## Деятельность
В летний период на платформе останавливаются 4 пары электропоездов сообщением Симферополь - Евпатория. Билетные кассы отсутствуют. Пассажирские поезда дальнего следования не останавливаются. 
Платформа открыта в 1969 году.